# Anthrax clinopictus
Anthrax clinopictus är en tvåvingeart som beskrevs av Marston 1970. Anthrax clinopictus ingår i släktet Anthrax och familjen svävflugor. Inga underarter finns listade i Catalogue of Life.